# AIFF
Audio Interchange File Format (AIFF) — формат аудіо файлів, що застосовується для збереження звукових даних на  персональних комп'ютерах і на інших електронних аудіопристроях.

## Історія
AIFF був розроблений компанією Apple Computer в 1988 році, на основі формату IFF компанії Electronic Arts, і найчастіше використовується в комп'ютерах Apple Macintosh.

## Опис
Звукові дані в стандартному файлі формату AIFF представляють із себе нестиснутих  імпульсно-кодову модуляцію. Також існує і стисла версія формату AIFF, яку називають AIFC (зрідка AIFF-C), в якій для стиснення можуть бути використані різні кодеки.
AIFF, поряд з SDII і WAV, є одним з форматів який використовується у професійних аудіо і відео додатках, оскільки на відміну від популярнішого формату mp3 в ньому звук не має втрат якості. Як і будь-які нестиснені файли, файли AIFF займають набагато більше дискового простору ніж їх стиснені аналоги: одна хвилина стерео звуку з частотою дискретизації 44,1 кГц і розміром вибірки 16 біт займає близько 10МБ.
Стандартне розширення файлів: .AIFF або .AIF, для стисненого варіанти повинно застосовуватися розширення .AIFC.

## AIFF Apple Loops
Кілька років тому Apple, на основі AIFF, створила формат Apple Loops, який використовується в GarageBand і Logic Audio.
Apple Loops використовує ті ж розширення, що й AIFF: .aif і .aiff, незважаючи на свій тип.